# 杨山牡丹
杨山牡丹（學名：Paeonia ostii）是芍药科芍药属落叶灌木，分布于河南杨山与安徽银屏山。

## 名稱
安徽银屏山仅剩一株野生个体，称为银屏牡丹。
安徽、河南、湖北、陕西、四川等地栽培供药用，称为凤丹。凤丹是中国地理标志产品，范围为安徽省铜陵县顺安镇、钟鸣镇和芜湖市南陵县何湾镇等3个乡镇现辖行政区域。